# 宮崎正義
宮崎 正義（みやざき まさよし、1893年2月1日 - 1954年7月17日）は、満鉄調査部きってのロシア通。石原莞爾のブレーンとして活躍。満鉄経済調査会、日満財政経済研究会を創設し、ソ連の五カ年計画を参考に、満州国と日本で官僚主導の統制経済体制の確立をめざした。

## 来歴・人物
1893年（明治26年）2月1日、金沢藩の下級士族で明治維新以後は米穀商を営んでいた宮崎正行と佐やの三男（五人兄弟の末っ子）として、石川県金沢市材木町に生まれる。1911年（明治44年）金沢二中（現・石川県立金沢錦丘高等学校）を卒業、石川県の官費留学生（ロシア語研修生）に選ばれ、ハルビンの日露協会学校でロシア語を学んだ後、モスクワに留学。モスクワのシャニヤフスキー大学、ペテルブルク大学で学び、1914年（大正12年）6月に帰国。同年7月、満鉄ロシア留学生に推薦され、シャニヤフスキー大学で社会学、1915年からペテルブルク大学で政治経済学を学び、1917年5月に卒業した。ロシア留学中、東京日日新聞の依頼で「露西亜通信」を東京に送っていた。
1917年2月に2月革命が勃発し、大学は閉鎖され、飢餓と無秩序状態のなかの露都在住に不安を覚え、7月に帰国し、満鉄に入社。運輸部営業課を経て総務部調査課に勤務。1921年（大正10年）6月、富山県高岡市の医師吉崎郡太郎の二女、茂と結婚。1923年（大正12年）5月、調査課ロシア係主任に就任。ソビエト視察旅行をしてソ連関係の文献を収集、整理、翻訳出版を行った。板垣征四郎、磯谷廉介、笠原幸雄、菊池武夫といった軍人と交流していた。1925年（大正14年）9月、職員資格審査委員、1930年（昭和5年）9月、参事に就任。
1930年秋、石原莞爾と出会い、石原の経済面のブレーンとなり、石原から「先生」と呼ばれた。1932年（昭和7年）、関東軍の経済政策実現のための機関である満鉄経済調査会の設立に尽力し、第一部主査兼幹事に就任した。「満洲経済統制策」「満洲国経済建設綱要」を立案した。
1933年（昭和8年）5月、関東軍の嘱託を受けて、日満経済ブロックにおける経済統制方策の研究立案のため、東京に転勤。1935年（昭和10年）秋、参謀本部作戦課長に就任していた石原莞爾と相談して松岡洋右と板垣の許可を得て、満鉄の調査員と嘱託で日満財政経済研究会（宮崎機関）を組織した。参謀本部から10万円、満鉄から10万円、合計20万円が当座の運営資金として宮崎に渡された。当時の参謀本部の機密費の半分は宮崎機関が使っていたという。主なメンバーは東京帝国大学の土方成美から紹介され、有力なパートナーとなる同学部助手の古賀英正、河上肇の有名な弟子で京都帝国大学の谷口吉彦、のちの大蔵大臣泉山三六などであった。
1936年（昭和11年）に「満洲産業開発5カ年計画」、1937年（昭和12年）5月に内地用の「重要産業5カ年計画要綱」を作成する。前者は1936年10月の湯崗子会議で決定された。1936年秋に宮崎機関は近衛文麿、池田成彬、結城豊太郎、鮎川義介、木戸幸一、林銑十郎など政財界の有力者に計画を説明している。1937年6月15日の近衛内閣の「我国経済力ノ充実発展ニ関スル件」で重要産業5カ年計画要綱は閣議決定される。しかし、同年の日中戦争で双方の計画は大幅に変更され、4月から始まった前者は鉱工業生産を中心に増額修正され、満州でも内地と同じ物資動員計画がつくられる。後者は1939年1月17日の平沼内閣による「生産力拡充計画要綱」まで本格的な実施は待つことになる。1937年10月に物資動員を担当する資源局と生産力拡充を担当する企画庁が合体して企画院が設立され、当時の近衛首相に頼まれて企画院調査官の秋永月三のもとで「日本綜合国策案」を作成するなど宮崎機関の活動は企画院に吸収された。
1938年（昭和13年）12月、東亜の欧米勢力を駆逐し日満支を一体とする東亜新体制を建設し、支那事変の根本的解決を主張した『東亜連盟論』を出版。1939年（昭和14年）11月、東亜連盟協会が設立され、メンバーに加わり、東亜連盟運動を展開。第16師団長の石原莞爾と行動をともにして全国を講演旅行した。1940年（昭和15年）6月には日満財政建材研究会の古賀英正、赤祖父大助、森下覚、田坂仁郎を連れて、上海、南京に赴き、板垣征四郎支那派遣軍総参謀長らと会談した。1941年（昭和16年）初頭、日満財政経済研究会解散。石原莞爾が参謀本部作戦部長を辞任した1937年8月の時点で事実上終焉していたという。1943年（昭和18年）秋、日満財政経済研究会のメンバーの多くを連れて上海にわたり、支那派遣軍総司令部嘱託として和平工作や経済工作を行った。
1946年（昭和21年）4月、上海から復員。5月、十河信二の主宰する日本経済復興協会の常務理事に就任。1954年（昭和29年）7月17日、肝臓癌のため死亡。